# Sparta (Illinois)
Sparta – miasto w Stanach Zjednoczonych, w stanie Illinois, w hrabstwie Randolph.